# Chrysocycnis
Chrysocycnis là một chi lan comprising 3 loài bản địa của Nam Mỹ.

## Hình ảnh

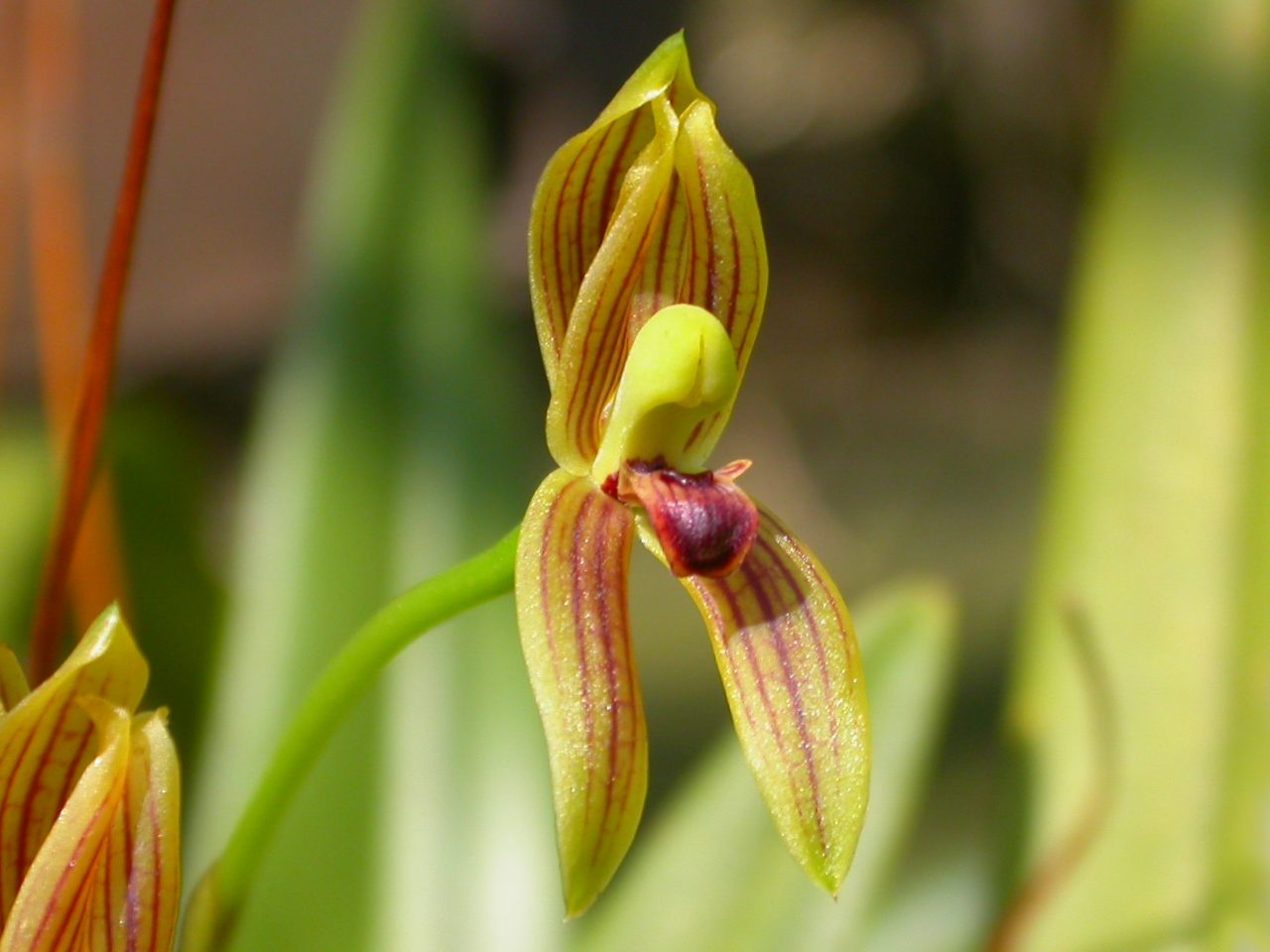

## Các loài
| - Chrysocycnis ecuadorense - Chrysocycnis glumacea - Chrysocycnis glumaceum - Chrysocycnis lehmanii - Chrysocycnis rhomboglossa | - Chrysocycnis rhomboglossum - Chrysocycnis schlimii - Chrysocycnis tigrinum - Chrysocycnis triptera |

 Tư liệu liên quan tới Chrysocycnis tại Wikimedia Commons